# Pierre-Théodore Verhaegen
Pierre-Théodore Verhaegen (geboren am 5. September 1796 in Brüssel; gestorben am 8. Dezember 1862 ebenda) war ein belgischer Anwalt, Staatsmann und Vorsitzender der Liberalen Partei. Zusammen mit Auguste Baron initiierte er die Freie Universität Brüssel, die 1834 unter dem Motto der freien Forschung gegründet wurde.  Als Freimaurer war er Großmeister des Großorients von Belgien.